# Lamborghini (videojuego)
Lamborghini fue un videojuego de carreras desarrollado por Rage Software y publicado por Majesco Entertainment. Fue cancelado en 2003 debido a que Rage Software quedó en bancarrota. El equipo que trabajó en Lamborghini continuó y creó el estudio de juegos Juice Games, que creó la serie Juiced.
Se puede encontrar una demostración jugable del juego en la edición de marzo de 2003 de la revista Official Xbox Magazine en alemán.

## Jugabilidad
Según los desarrolladores, Lamborghini era un videojuego de carreras, donde el jugador recibía una selección de automóviles del fabricante Lamborghini con varias características técnicas y pistas basadas en ciudades reales.
El juego iba tener varios modos y tres niveles de dificultad: fácil, medio y difícil. En el modo Arcade, el jugador eligiría independientemente del tipo de carrera (por ejemplo, una carrera estándar o competencia por un tiempo), un vehículo y una pista para participar en una competencia. Por otro lado, en el modo Campeonato se hacían competiciones sucesivas en las que se acumula dinero para obtener la victoria. Dicho dinero podría usarse para obtener nuevos vehículos. En algunas carreras, sería necesario para apostar por dinero o un vehículo. En el modo Test Drive, se podría probar los coches. Finalmente, el modo multijugador iba a admitir hasta cuatro jugadores usándose pantalla dividida. En la versión para Xbox, además, iba haber un multijugador en línea implementado usando Xbox Live. Además, los jugadores tendrían la oportunidad de ver y guardar en tarjetas de memoria una repetición de cada carrera.

## Desarrollo y cancelación
Lamborghini se anunció el 24 de mayo de 2002 en la exposición E3 2002, donde se mostraron varias capturas de pantalla del proyecto. El juego fue desarrollado para las consolas PlayStation 2, GameCube y Xbox por Rage Software, y el editor fue Majesco. El equipo celebró un acuerdo de licencia con el fabricante italiano de autos deportivos Lamborghini y planeó incluir 23 autos de la compañía en su juego, incluido el último modelo en ese momento, el Murciélago. El proyecto se llevó a cabo en un estilo arcade, pero se prestó atención al modelo físico de los automóviles, así como a cada una de las diez rutas, que se basan en ciudades reales, como Roma y muchas otras, y las rutas difieren en la hora del día y las condiciones climáticas.
Se planeó el lanzamiento de Lamborghini en la primavera de 2003, sin embargo, el 15 de enero de 2003 se supo que el estudio Rage Software había cerrado y vendido su propiedad intelectual a otras compañías, y como resultado el juego nunca se lanzó. Sin embargo, en marzo del mismo año, se lanzó la versión demo en las ediciones británica y alemana de la revista Official Xbox Magazine de Lamborghini para Xbox. Después del colapso de Rage Software, la mitad de sus empleados fundaron el estudio Juice Games, que posteriormente desarrolló la serie de juegos de carreras Juiced, que utilizó algunos de los logros de Lamborghini.